# Louis-Nicolas Lemercier
Pour les articles homonymes, voir Lemercier.
Louis-Nicolas Lemercier (né le 23 décembre 1755 à Saintes, en Saintonge, et mort le 11 janvier 1849 à Paris) est un homme politique français, député aux États généraux de 1789, président du Conseil des Anciens en 1799 puis du Sénat sous le Consulat.

## Biographie
Louis-Nicolas Lemercier est le fils de Jean Élie Lemercier, conseiller du Roi, lieutenant général criminel de la sénéchaussée et siège présidial de Saintes, et d'Anne Lecercler. Par sa mère, il est le demi-frère de Mgr Jean-Louis-Simon Rollet. Marié avec Anne Ursule Bréjon de La Martinière puis avec Marie Anne Pannetier, il est le père d'Augustin Lemercier et de Jean-Baptiste Lemercier.

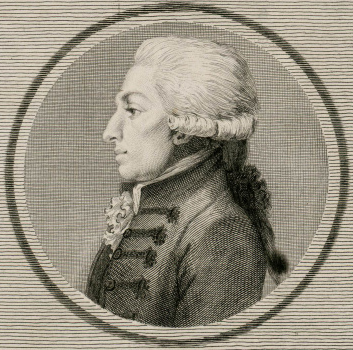
Louis-Nicolas Le Mercier, député aux États généraux.

Conseiller du roi, il succède vers 1778 à son père dans la charge de lieutenant général criminel de la sénéchaussée de Saintonge et siège au présidial de Saintes. Partisan des idées nouvelles, Lemercier est élu le 21 mars 1789 député du tiers état aux États généraux, où il siège parmi les partisans d'une constitution et défend la constitution civile du clergé. Après la chute de la royauté, il est élu le 11 septembre 1792 juge au tribunal de district de Montlieu, puis président du tribunal criminel de Charente-Inférieure avant la Terreur, puis du 24 vendémiaire an IV (16 octobre 1795) à l'an VI.
Le 21 germinal an VI (10 avril 1798), il est élu par 282 voix sur 305 votants député de la Charente-Inférieure au Conseil des Anciens, dont il devient secrétaire en l'an VII. Devenu président de l'assemblée du 23 octobre au 10 novembre 1799, il joue un rôle décisif, selon Georges Lefebvre, lors du coup d'État du 18 brumaire, qui porte le général Bonaparte au pouvoir. Dès le lendemain, il fait partie de la Commission intermédiaire des Anciens, avant d'être nommé parmi les 63 premiers membres du Sénat conservateur le 3 nivôse.
Président du Sénat conservateur en l'an X, chevalier de la Légion d'honneur, puis commandeur de l'ordre en l'an XII (1805), il obtient la même année la sénatorerie d'Angers, comportant une maison et un revenu annuel en domaines nationaux de 20 à 25 000 francs. Lemercier s'installe à Saint-Florent, près de Saumur le 17 mai 1805. Membre de la commission administrative du Sénat en 1806, il devient comte d'Empire par lettres patentes du 26 avril 1806 (érection de majorat par lettres patentes du 28 mai 1809) et grand officier de la Légion d'honneur le 30 juin 1811.
En avril 1814, il se prononce pour la déchéance de Napoléon et se rallie aux Bourbons, qui lui octroient un siège à la Chambre des pairs le 4 juin 1814. Toutefois, il perd sa sénatorerie, dont les bâtiments entrent dans le domaine royal. Tenu à l'écart pendant les Cent-Jours, il retrouve son siège lors de la seconde Restauration, votant pour la déportation dans le procès du maréchal Ney. Il vote la loi du sacrilège. Pair de France sous la Restauration, il fut confirmé dans son titre de comte héréditaire par lettres patentes du 20 décembre 1817.
En 1830, il prête serment à Louis-Philippe et se prononce contre le procès des ministres de Charles X. De plus en plus absent du Luxembourg du fait de son grand âge, il est fait grand-croix de la Légion d'honneur le 30 mai 1837. La révolution de 1848 le prive de son siège. Il meurt l'année suivante, à l'âge de 93 ans.

## Armoiries
| Figure | Blasonnement |
|        | Armes de Louis-Nicolas Lemercier comte Lemercier et de l'Empire De gueules à la croix ancrée d'argent accompagnée en chef à sénestre d'une épée en pal d'argent, et en pointe à dextre d'une ancre de même ; franc-quartier de comte sénateur. - Livrées : rouge, bleu et blanc |

## Sources
- Adolphe Robert, Gaston Cougny, Dictionnaire des parlementaires français de 1789 à 1889, Paris, Bourloton, 1889, tome 4, de Leleu de La Ville-aux-Bois à Lemerer, p. 88-89, sur le site de l'Assemblée nationale
- Louis Gabriel Michaud, Biographie des hommes vivants: ou, Histoire par ordre alphabétique